# Стевен, Александр Христианович
 Александр Христианович Стевен  (15 [27] марта 1844, Симферополь — 6 [19] мая 1910, Судак, Таврическая губерния) — российский государственный деятель, гофмейстер Двора Его Величества, действительный статский советник, основатель научной библиотеки «Таврика», музея древностей Таврической учёной архивной комиссии, председатель Таврической губернской земской управы.

## Биография
Из потомственных дворян. Родился 15 (27) марта 1844 года в Симферополе в семье русского ботаника шведского происхождения, систематика, доктора медицины, садовода и энтомолога, основателя и первого директора Никитского сада в Крыму Стевена, Христиана Христиановича. В 1861 году окончил с золотой медалью Симферопольскую мужскую казенную гимназию. Окончив курс в Санкт-Петербургском университете по физико-математическому факультету в 1865 году, и в том же году определён в департамент торговли и мануфактур, с причислением для занятий в комиссию по участию России в Парижской всемирной выставке 1867 года. В 1866 году был командирован в Париж и за успешно исполненное поручение по выставке награждён чином титулярного советника. В 1869 году назначен секретарем при директоре департамента неокладных сборов, в 1870 году командирован в распоряжение комиссии по устройству всероссийской мануфактурной выставки.

### В Таврической губернии
По выходе в отставку, в 1871 году избран Симферопольским земским собранием почетным мировым судьей, в 1874 году председателем Симферопольского съезда мировых судей. В 1876 году избран Симферопольским уездным предводителем дворянства, в 1877 году назначен членом комиссии по обводнении Крыма, в 1880 году исправлял должность таврического губернского предводителя, а в 1882 году Таврическим губернским собранием избран председателем Таврической земской управы. В 1893 году за отличия по службе произведен в действительные статские советники.

### В кабинете министров
А. Х. Стевена высоко ценили за деловые качества и неоднократно приглашали в Санкт-Петербург для участия в решении различных государственных проектов. В 1899—1904 годах он был товарищем министра земледелия и государственных имуществ. С 1894 года состоял в сельскохозяйственном Совете при министерстве земледелия. С переездом в Санкт-Петербург А. Х. Стевен не забывал о любимом Крыме, своей родине: «…сохраняю память о всем добром, пережитом среди милых симферопольцев», — писал он в 1899 году. Каждое лето семья Стевенов приезжала в Крым, большую часть времени проводя в Судаке, где было их фамильное имение. А. Х. Стевен мечтал вернуться на родину, когда дети закончат учёбу.

### В отставке
Уже в Санкт-Петербурге Стевен почувствовал резкое ухудшение здоровья. В 1908 году он вышел в отставку в должности Товарища (заместителя) Министра по земельным вопросам и Члена Государственного Совета России. Семья вернулась в Симферополь, но жить А. Х. Стевену оставалось недолго. 6 мая 1910 года он скончался от порока сердца в своём имении в Судаке и был похоронен в семейном склепе, устроенном в пещере скалистого склона горы недалеко от дома Х. Х. Стевена ещё в 1850 году. Там покоились Юлия Стевен, Христиан Христианович, жена А. Х. Стевена. В 1922 году склеп был разорён, останки усопших перезахоронили на старом Петровском кладбище. Со временем могила А. Х. Стевена затерялась, а имя его как бывшего царского сановника было предано забвению.

## Память
24 декабря 1996 году в Симферополе открылся памятный знак трем представителям династии Стевенов: Христиану Христиановичу, Александру Христиановичу, Александру Александровичу. Знак установили на правом берегу реки Салгир, на земле бывших Стевенских садов, как дань уважения благодарных симферопольцев своему выдающемуся земляку.

## Семья
- сыновья Фёдор и Александр
- дочь Надежда